# Calubian
Calubian ist eine philippinische Stadtgemeinde in der Provinz Leyte. Sie hat 31.228 Einwohner (Zensus 1. August 2015).

## Baranggays
Calubian ist politisch in 53 Baranggays unterteilt.
| - Abanilla - Agas - Anislagan - Bunacan - Cabalquinto - Cabalhin - Cabradilla - Caneja - Cantonghao - Caroyocan - Casiongan - Cristina - Dalumpines - Don Luis - Dulao - Efe - Enage - Espinosa | - Garganera - Ferdinand E. Marcos - Garrido - Guadalupe (Guadalupe Mendoza) - Gutosan - Igang - Inalad - Jubay - Juson - Kawayan Bogtong - Kawayanan - Kokoy Romualdez - Labtic - Laray - M. Veloso - Mahait - Malobago - Matagok | - Nipa - Obispo - Pagatpat - Pangpang - Patag - Pates - Pal-ug - Padoga - Petrolio - Poblacion - Railes - Tabla - Tagharigue - Tuburan - Villahermosa - Villalon - Villanueva |